# UFC 265
UFC 265: Lewis vs. Gane è stato un evento di arti marziali miste tenuto dalla Ultimate Fighting Championship il 7 agosto 2021 al Toyota Center di Houston, negli Stati Uniti.

## Risultati
|                                                   | Divisione             |                  |                 |                       | Metodo                                      | Round           | Tempo           | Premio          |
| Card Principale                                   | Card Principale       | Card Principale  | Card Principale | Card Principale       | Card Principale                             | Card Principale | Card Principale | Card Principale |
| ------------------------------------------------- | --------------------- | ---------------- | --------------- | --------------------- | ------------------------------------------- | --------------- | --------------- | --------------- |
| Sfida valida per il titolo di campione ad interim | Pesi massimi          | Ciryl Gane       | batte           | Derrick Lewis         | KO tecnico (pugni)                          | 3               | 4:11            | POTN            |
|                                                   | Pesi gallo            | José Aldo        | batte           | Pedro Munhoz          | Decisione unanime (30–27, 30–27, 30–27)     | 3               | 5:00            |                 |
|                                                   | Pesi welter           | Vicente Luque    | batte           | Michael Chiesa        | Sottomissione (D’Arce choke)                | 1               | 3:25            | POTN            |
|                                                   | Pesi paglia femminili | Tecia Torres     | batte           | Angela Hill           | Decisione unanime (30–27, 30–27, 29–28)     | 3               | 5:00            |                 |
|                                                   | Pesi gallo            | Song Yadong      | batte           | Casey Kenney          | Decisione non unanime (28–29, 29–28, 30–27) | 3               | 5:00            |                 |
| Card Preliminare                                  |                       |                  |                 |                       |                                             |                 |                 |                 |
|                                                   | Pesi leggeri          | Rafael Fiziev    | batte           | Bobby Green           | Decisione unanime (30–27, 29–28, 29–28)     | 3               | 5:00            | FOTN            |
|                                                   | Pesi gallo            | Vince Morales    | batte           | Drako Rodriguez       | Decisione unanime (30–27, 29–28, 29–28)     | 3               | 5:00            |                 |
|                                                   | Pesi mediomassimi     | Alonzo Menifield | batte           | Ed Herman             | Decisione unanime (30–27, 30–27, 30–27)     | 3               | 5:00            |                 |
|                                                   | Pesi paglia femminili | Jessica Penne    | batte           | Karolina Kowalkiewicz | Sottomissione (armbar)                      | 1               | 4:32            | POTN            |
|                                                   | Catchweight (129 lbs) | Manel Kape       | batte           | Ode' Osbourne         | KO tecnico (ginocchiata saltata e pugni)    | 3               | 4:11            |                 |
|                                                   | Pesi gallo            | Miles Johns      | batte           | Anderson dos Santos   | KO (pugno)                                  | 3               | 1:16            | POTN            |
|                                                   | Pesi mosca femminili  | Melissa Gatto    | batte           | Victoria Leonardo     | KO tecnico (stop medico)                    | 2               | 5:00            |                 |
|                                                   | Pesi gallo            | Johnny Muñoz Jr. | batte           | Jamey Simmons         | Sottomissione (rear-naked choke)            | 2               | 2:35            |                 |

## Premi
I lottatori premiati ricevettero un bonus di 50.000 dollari.
Legenda:
- FOTN: Fight of the Night (vengono premiati entrambi gli atleti per il miglior incontro dell'evento)
- POTN: Performance of the Night (viene premiato il vincitore per la migliore performance dell'evento)